# 咸亨酒店

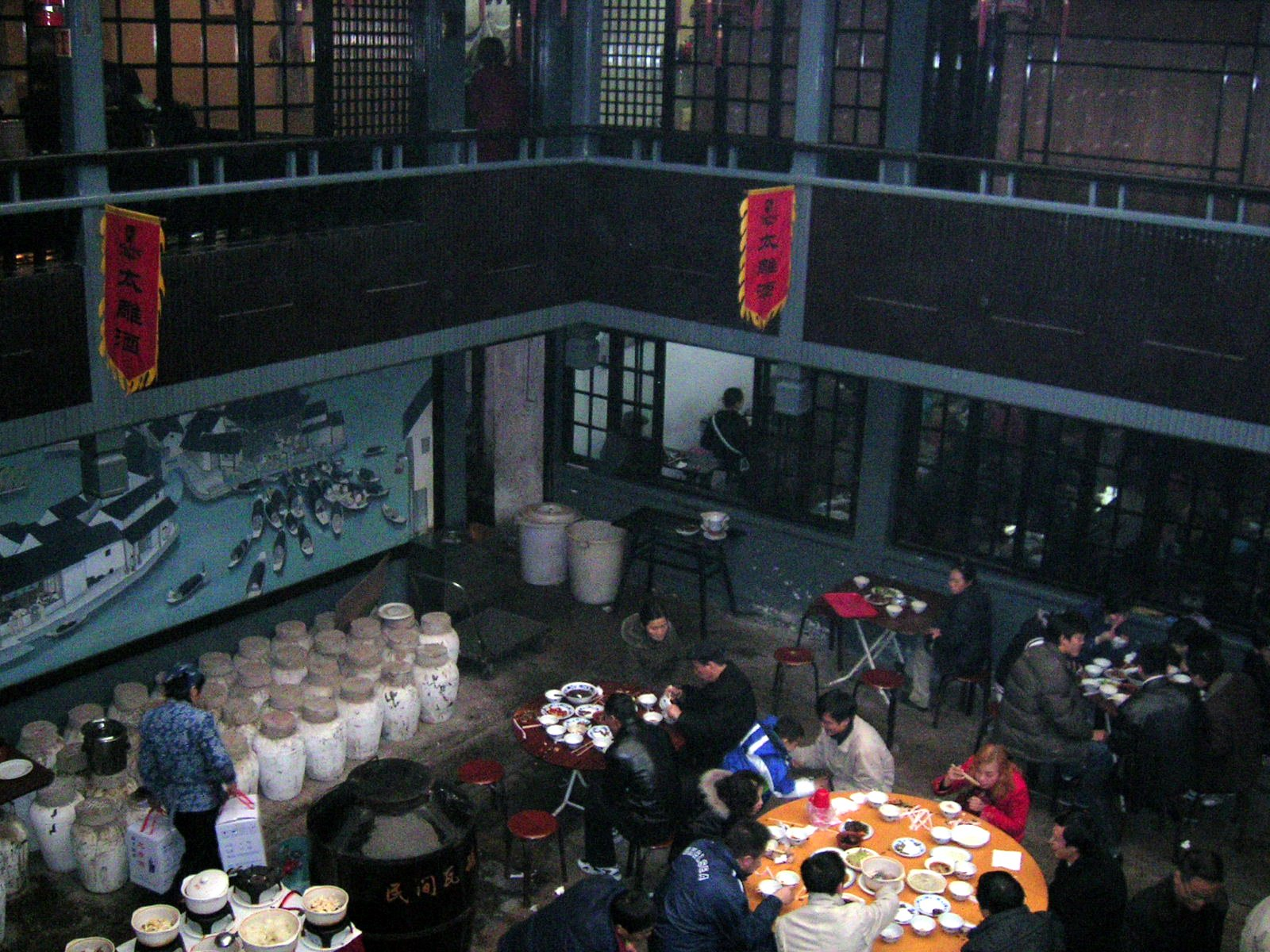
咸亨酒店內部

咸亨酒店是中國浙江省紹興市的一座酒店，因為在《孔乙己》等多部魯迅作品中有提及而闻名，成為當地的旅遊熱點。

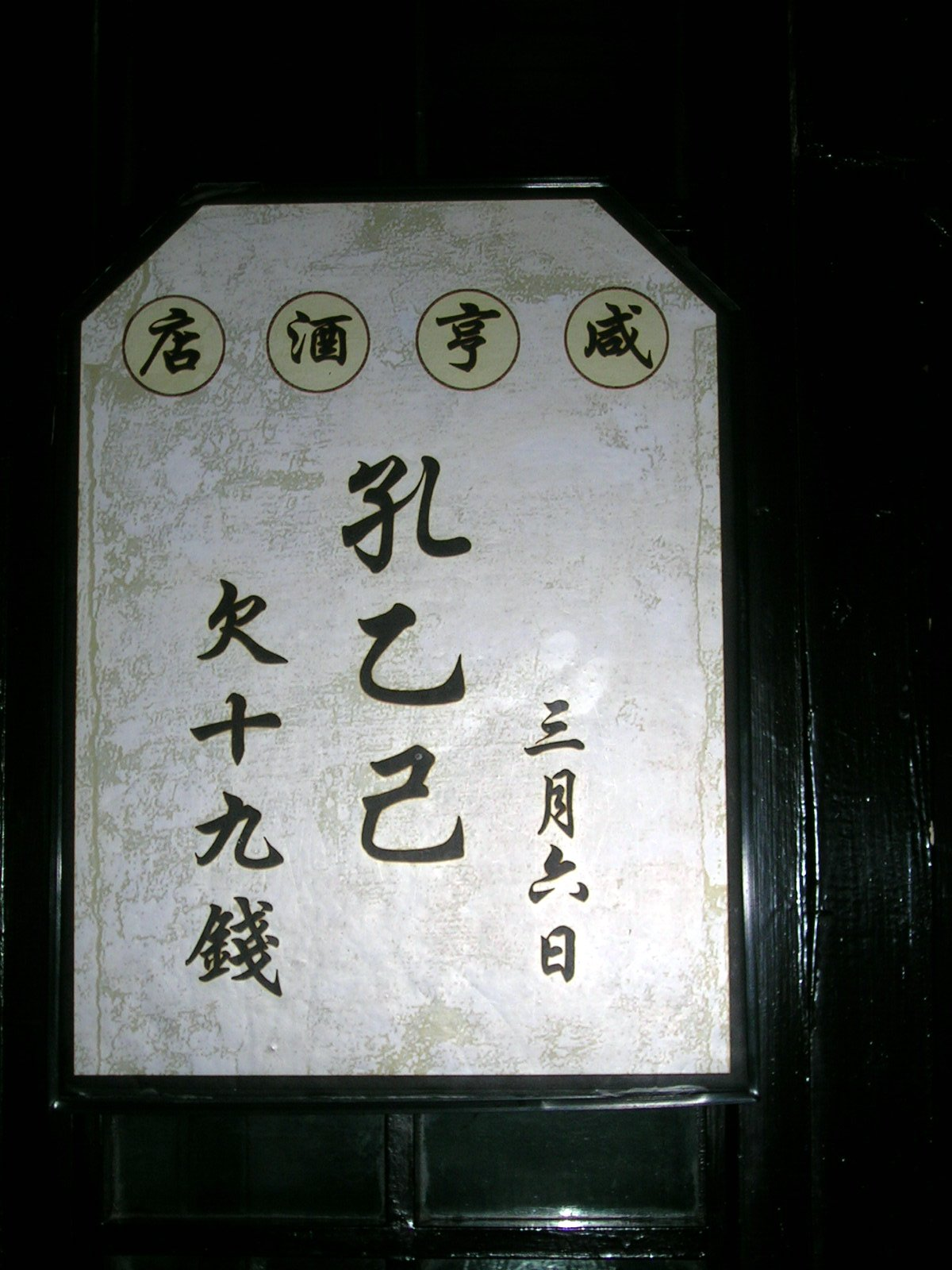
店内的告示板

咸亨酒店是由魯迅的堂叔周仲翔於清朝光緒二十年（1884年）創建，但在幾年後結業。直到1981年，中國大陸為紀念魯迅誕辰100週年，將咸亨酒店重新開業。2007年11月，當地政府宣佈將把酒店改建成五星級的魯迅文化主題酒店。
2010年，经过8年精心筹划，投资10亿元，扩建为八万平方米的绍兴市商贸旅游重点工程——鲁迅故里二期“咸亨新天地”，原一期咸亨酒店除“堂吃”部分作为文化标志性建筑保留外，其余全部拆除重建。